# Сьюэлл, Джон
Джон Дэвид Сьюэлл (англ. John David Sewell; 7 июля 1936, Лондон — 19 ноября 2021) — английский футболист, который провёл долгую карьеру в английской Футбольной лиге, дальнейшую карьеру игрока и тренера он провёл в Североамериканской футбольной лиге (NASL) 1970-х. Сьюэлл получил прозвище «герцог» благодаря тому, что ни разу не удалялся с поля во время своего английского этапа игровой карьеры.

## Карьера

### Ранняя карьера
В юности Сьюэлл играл в регби на позиции флай-халфа и дважды вызывался в школьную сборную Англии до 15 лет. По окончании школы он стал спринтерским бегуном и состоял в клубе «Блэкхит Харриерс», а затем в 1954 году подписал контракт профессионального футболиста с «Бексли Юнайтед».

### «Чарльтон Атлетик»
Сьюэлл был ключевым полузащитником команды Лиги Кента «Бексли», 5 января 1955 года он был продан в «Чарльтон Атлетик». Почти сразу же, однако, он был призван в армию, где провёл два года. Он дебютировал в чемпионате за «Чарльтон» на правом фланге в матче против «Шеффилд Уэнсдей» в январе 1957 года. В том году клуб боролся за выживание, и в конечном счёте был понижен в классе.
Я никогда не забуду те матчи, каждый из них был напряжённым, как в кубковом плей-офф.Джон Сьюэлл
В следующем сезоне он выбыл из основного состава, но в декабре 1958 года возобновил игру, на этот раз на позиции защитника, в этом амплуа он играл на протяжении всей своей оставшейся карьеры.

### «Кристал Пэлас»
Сьюэлл сыграл 204 матча за «Чарльтон», забив пять голов, затем 25 октября 1963 года он подписал контракт с лондонским клубом «Кристал Пэлас». Между 1963 и 1971 годом он сыграл 258 матчей за клуб, забив девять голов, в основном с пенальти. Он стал капитаном клуба в 1967/68 сезоне, когда Алан Стивенсон ушёл в «Вест Хэм Юнайтед». В 1969 году клуб впервые в истории вышел в элитный дивизион.
В 1970 году он провёл последний сезон с «Пэлас», он забил свой наиболее памятный гол в последние секунды матча чемпионата против лидеров лиги «Лидс Юнайтед». «Лидс» были на один гол впереди, когда Сьюэлл получил мяч в 30 метрах от ворот, он принял решение пробить по воротам. Вратарь «Лидс» Гари Спрейк поймал мяч на линии своих ворот, а затем по непонятным причинам уронил мяч за спину в свои ворота.
В 1971 году Сьюэлл провёл прощальный матч за «Пэлас» против бельгийского клуба «Брюгге». Это была его последняя игра в футболке клуба. В том же году он присоединился к группе игроков, покидавших «Селхерст Парк», чтобы присоединиться к своему бывшему тренеру Джорджу Питчи, который перешёл в «Лейтон Ориент». Он подписал контракт с клубом в августе, Сьюэлл сыграл за «Ориент» всего пять матчей, в двух из которых выходил на замену.

### NASL
После одного сезона в «Лейтон Ориент» Сьюэлл уехал в США, чтобы играть в молодой Североамериканской футбольной лиге за «Сент-Луис Старз». Сьюэлл провёл четыре сезона (1972—1975) со «Старз», сыграв 58 матчей и забив 4 гола, причём два сезона Сьюэлл был играющим тренером. В 1975 году он был признан тренером года NASL благодаря успехам с командой, состоявшей почти исключительно из воспитанников клуба, такая картина была непривычна для NASL в эпоху Пеле, Франца Беккенбауэра и других зарубежных звёзд. В конце 1977 года «Старз» переехали в Анахайм (Калифорния), в итоге команда стала называться «Калифорния Серф». Сьюэлл переехал в Калифорнию вместе с командой и продолжал тренировать клуб до конца сезона 1981 года.

## Дальнейшая жизнь
После окончания карьеры Сьюэлл оставался в Калифорнии в течение почти 30 лет до выхода на пенсию в штате Вашингтон в 2006 году. Он и его жена Морин проживали в районе Сиэтла.